# Maastrichtian
Maastrichtian este, pe scara timpului geologic, cea mai recentă vârstă (etapa cea mai înaltă) a epocii Cretacicului superior. În general este considerat că s-a desfășurat acum 72–66 milioane de ani. Maastrichtianul a fost precedat de Campanian și a fost urmat de Danian (parte a Paleogenului și Paleocenului).
La sfârșitul acestei perioade, a existat o extincție în masă cunoscută sub numele de Extincția Cretacic-Paleogen, când multe grupuri, cum ar fi dinozaurii non-aviari, plesiosaurii și mosasaurii, precum și multe alte grupuri mai puțin cunoscute au murit. Cauza extincției este legată cel mai frecvent de un asteroid de aproximativ 10-15 km lățime care s-a ciocnit cu Pământul la sfârșitul Cretacicului.